# Rcirc
rcircはEmacs Lispで書かれたIRCクライアントである。これは、ERCとともに、リリース22.1以降GNU Emacsに含まれている2つのIRCクライアントの1つである。
rcircはコンパクトで、約4,000行のコードで1つのファイルに書かれている。各サーバーとチャンネルには個別のバッファを割り当てられる。また、タブ補完と受信メッセージのタイムスタンプを備えている。メッセージを作成するために新しいバッファーを開くことができるため、複数行の作業に便利である。すべてのIRCコマンドは、Ctrl-cコマンドにバインドされている。プライベートメッセージを受信したときや、チャンネルでユーザーのニックネームが言及されたときにサウンドアラートを利用できる。